# Dolgonoge kure
Dolgonóge kúre (znanstveno ime Tinamiformes) so red ptic, v katerega uvrščamo edino družino, Tinamidae. Družina dolgonogih kur vsebuje približno 47 vrst v devetih rodovih. Poddružina Tinaminae vsebuje tri rodove, preostalih šest pa poddružina Rhynchotinae.
staroselci Francoske Gvajane jim pravijo »tinamu«, od koder izvira njihovo strokovno ime.
Čeprav so na prvi pogled podobne drugim pticam, ki se zadržujejo pri tleh, kot so prepelice in koconoge kure (divje kure), so mnogo starodavnejše in jih skupaj z nojevci in drugimi skupinami primitivnih ptic uvrščamo v skupino staročeljustnic. Njihovi najbližji znani sorodniki so izumrle moe z Nove Zelandije. Ptice so gondvanskega izvora. Čeprav ni veliko fosilnih ostankov v Južni Ameriki, oziroma jih morda še niso odkrili, najstarejši fosil dolgonogih kur izvira iz miocenskih skladov pred 10 milijoni let.
V Južni Ameriki do Mehike živi 47 vrst v zelo širokem območju razširjenosti. Njihova hrana je raznovrstna, od žuželk, semen do jagod. Te ptice vidijo redko. Večina naseljuje tropske nižine Južne Amerike, praviloma v temnem, gostem gozdu. Nekatere vrste se pojavljajo vse do Mehike. Čeprav so nekatere vrste zelo pogoste, te ptice živijo odmaknjeno. Nekaj vrst živi na bolj odprtem, travnatem področju, vendar so tudi te oprezne. Dolgonoge kure ležejo več jajc, ki so živih barv in močnega sijaja, podobnega porcelanastemu. Mladiči hitro dorastejo in lahko tečejo že kmalu po izvalitvi.